# Carlos Mugica

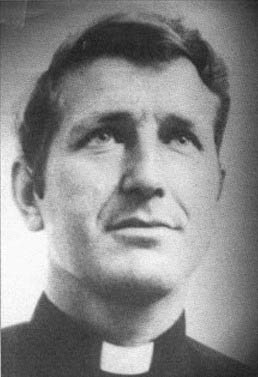
Carlos Mugica (c. 1970)

Carlos Francisco Sergio Mugica Echagüe, mais conhecido como Carlos Mugica ou Padre Mugica (Buenos Aires, 7 de outubro de 1930 — 11 de maio de 1974) foi um padre argentino que participou do Movimento de Sacerdotes para o Terceiro Mundo.
Participou das lutas populares na Argentina nas décadas de 1960 e 1970 e foi o fundador da Paróquia do Cristo Operário na Villa 31.
Em decorrência de sua opção pelos pobres, um princípio central da teologia da libertação, exerceu um intenso ativismo social, razão pela qual recebeu críticas de diversos setores, várias ameaças de morte e tentativas de assassinato. Em 11 de maio de 1974, foi assassinado em uma emboscada quando se dirigia ao seu automóvel, após celebrar a missa na Igreja de São Francisco Solano, na Villa Luro..  Entre 2012 e 2016, a justiça estabeleceu que Mugica foi assassinado pela organização parapolicial Triple A.

## Biografia
Oriundo de uma família de boas condições econômicas, dedicou-se aos mais humildes. Foi um padre peronista que trabalhou no Bairro Comunicaciones, atualmente denominado como "Villa 31".
Filho de Adolfo Mugica, que, entre 1938 e 1942, foi um deputado do Partido Conservador e, em 1961, Ministro das Relações Exteriores, quando o presidente era Arturo Frondizi. Sua mãe, Carmen Echagüe, era de uma família de ricos estancieros de Buenos Aires.
Em 1949, começou a estudar Direito na Universidade de Buenos Aires, curso que não chegou a concluir. Em 1950 viajou com vários sacerdotes e Alejandro Mayol para a Europa. Em março de 1952, ingressou no Seminário para, em 1959, ser ordenado como sacerdote.
Após a ordenação, serviu na Diocese de Reconquista e foi colaborador do Cardeal Antônio Caggiano.
Em 1966, estava em Santa Fé, onde encontrou Carlos Ramus, Fernando Abal Medina e Mario Firmenich, que seriam os fundadores da organização Montoneros, que antes tinha conhecido quando atuava na Pastoral para os Jovens no Colégio Nacional de Buenos Aires. Esse encontro foi decisivo para que ele tomasse o caminho da luta e do compromisso com os setores mais humildes da sociedade.
Teve diversos conflitos com o Arcebispo Juan Carlos Aramburu, em decorrência da defesa que fazia do peronismo e de citações de Che Guevara, Mao Tsé-Tung e Camilo Torres em seus discursos.
No início da Ditadura Militar liderada pelo General Juan Carlos Onganía, cresceram as contradições entre o Exército e o povo argentino.
Em 1968, viajou para a França para estudar Epistemologia e Comunicação Social, onde aprofundou sua amizade com o padre Rolando Concatti, um dos fundadores do Movimento de Sacerdotes para o Terceiro Mundo e viajou para a Madri, onde conheceu o General Juan Domingo Perón.
Estava em Paris, quando soube da fundação do Movimento de Sacerdotes para o Terceiro Mundo ao qual, em pouco tempo, se juntaria. Nessa época, também começou a colaborar com a Equipe Intervillas, criada pelo padre Jorge Goñi.
Quando retornou à Argentina, foi encarregado de uma capela recém aberta na Villa de Retiro.
Foi professor de Teologia na Universidade de El Salvador.
Juan Carlos Aramburu, arcebispo coadjutor de Buenos Aires, que defendia uma Igreja alinhada com os ricos e poderosos, proibiu Carlos Mugica de se manifestar politicamente.
Em 1974, surgiu o disco "Misa para el Tercer Mundo", no qual o Grupo Vocal Argentino cantava sobre textos escritos por Mugica, com ritmos argentinos, africanos e asiáticos
No filme Elefante Branco de 2012, dirigido por Pablo Trapero e cujo protagonista é o ator Ricardo Darín (no papel de um padre que atua em uma favela em Buenos Aires), há referências ao Padre Mugica .